# Койгельди Аухадієв
Койгельди Аухадов (каз. Қойгелді Аухадиев, грудень 1907 — 29 вересня 1943) — Герой Радянського Союзу (16.10.1943), учасник німецько-радянської війни, командир протитанкової рушниці 10-го гвардійського стрілецького полку 6-ї гвардійської стрілецької дивізії 60-ї армії Центрального фронту, гвардії молодший сержант.

## Біографія
Народився у грудні 1907 року в селі Урнек нині Кокпектинського району Східно-Казахстанської області (Казахстан) в сім'ї селянина. Казах. Працював головою колгоспу. В армії відбував службу з травня 1942 року.
Учасник німецько-радянської війни із червня 1942 року. Відзначився 23-24 вересня 1943 року на посаді командира розрахунку протитанкової рушниці 10-го гвардійського стрілецького полку (Центральний фронт). Коли його полк переправився через річку Дніпро біля села Нижні Жари (Брагінський район Гомельської області, Білорусь) і під час контратаки противника підбив кілька танків та самохідних гармат.
Загинув у бою 29 вересня 1943 року за 3 кілометри на північний схід від села Янівка Чорнобильського району Київської області (нині урочище Іванівка на території Іванківського району Київської області).
За мужність, відвагу та героїзм, виявлені у боротьбі з німецькими загарбниками, Указом Президії Верховної Ради СРСР від 16 жовтня 1943 року гвардії молодшому сержанту Аухадієву Койгельди присвоєно звання Героя Радянського Союзу (посмертно).

## Нагороди
- Медаль «Золота Зірка» Героя Радянського Союзу
- Орден Леніна

## Пам'ять
- Похований у братській могилі у селі Паришів (нині Іванківського району Київської області, Україна).
- У селі Улкен-Бокен встановлено погруддя Койгельди Аухадієва.
- У селі Теректи Кокпектинського району встановлено пам'ятник.
- Ім'ям Героя названі колгосп, вулиця та ПТУ у селі Кокпекти, школа у селі Теректі.